# Monte Arci
Der Monte Arci ist ein erloschenes Vulkanmassiv in der Provinz Oristano auf Sardinien. Seinen höchsten Punkt erreicht das Massiv mit 812 m s.l.m. im Basaltkegel „Sa Trebina Longa“. Daneben gibt es noch die Basaltkegel „Sa Trebina Lada“ (703 m s.l.m.) und „Su Corongiu de Sizoa“ (463 m s.l.m.).
Es besteht hauptsächlich aus Basalt- und Trachytgestein.
Das etwa 70 km² große Massiv ist ein Naturreservat.

## Obsidian
Seine reichen Obsidianvorkommen (schwarzes, seltener rotes Vulkanglas) haben in der westmediterranen Vorgeschichte weite Verbreitung erfahren. Die Knollen sind bis 40 cm groß und bis 7 kg schwer. Werkzeuge aus Obsidian sind von den frühesten Siedlungen an durch alle Perioden zu finden. Der Berg wurde vor mehr als 50 Jahren erforscht, wobei vier Steinbrüche, zehn Sammellager, eine Reihe von Werkstätten und 162 Wohnplätze mit Werkzeugen und Rohsteinen entdeckt wurden. Der Monte Arci lieferte den durchscheinenden Obsidian (Typ A) und den undurchsichtigen (Typ B). Die durchscheinende Sorte wurde im Frühneolithikum bevorzugt, verschwand aber nach und nach, und wurde von der undurchsichtigen verdrängt.
An den Südwesthängen des 800 m hohen Berges fällt Obsidian heute beim Perlitabbau als Abfallprodukt an. Das wichtigste Vorkommen liegt unterhalb des Gipfels bei Conca Cannas, nordöstlich von Uras in einem aufgelassenen Perlitbruch zusammen mit Rhyolith und Trachyt. Kleinere Vorkommen finden sich in einer perlitischen Matrix entlang des Riu Cannas in 382 m Höhe und am Abhang des Bruncu Perda Crobina. Francaviglia fand verwertbare Knollen auch am Canale Perdera und Riu Solacera bei Su Paris de Monte Bingias. Sardischer Obsidian ist vor allem in Norditalien und Südfrankreich verbreitet. Er wurde auch in der Bronzezeit noch verwendet, hauptsächlich in Form grob retuschierter Abschlaggeräte.